# لازار لوواس
لازار لوواس (انگلیسی: Lázár Lovász؛ زادهٔ ۲۴ مهٔ ۱۹۴۲) ورزشکار دو و میدانی اهل مجارستان است.
وی در مسابقات کشوری و بین‌المللی در مجموع برندهٔ ۱ مدال برنز شده‌است.